# Pierre-Joseph de Lamarque
Pierre-Joseph de Lamarque est un homme politique français né le 4 mai 1733 à Saint-Sever (Landes) et décédé le 21 août 1802 au même lieu.

## Biographie
Procureur du roi de la sénéchaussée de Saint-Sever, il est député du tiers état aux états généraux de 1789.